# 夏のかけら (Coming Centuryの曲)
「夏のかけら」（なつのかけら）は、Coming Centuryのファーストシングル。1998年5月27日発売。発売元はavex trax。

## 解説
- 森田剛、三宅健、岡田准一からなるComing Centuryとしては初となるシングル。Coming Century名義としては唯一のシングルである。
- 20th Centuryと、Coming Century名義で合わせて9作リリースされた作品のうち（2011年3月現在）、この作品が最高売り上げ・年間最高順位となっている。

## 収録曲
1. 夏のかけら
作詞：谷亜ヒロコ、作曲：浅田直、編曲：小西貴雄
  - Coming Century出演 カルピス「カルピスウォーター」CMソング
2. 夏のかけら（カラオケ）

## 収録アルバム
- 『"LUCKY" 20th Century, Coming Century to be continued...』
  - メドレーの1曲として収録。
- 『Very best』
- 『Best of Coming Century 〜Together〜』
- 『Very6 BEST』
  - 初回盤BのDISC4に収録。